# Ludwig von Liebenzell
Ludwig von Liebenzell (fl. XIII secolo) fu un cavaliere dell'Ordine teutonico vissuto nel XIII secolo e komtur di Ragnit, in Prussia, dal 1294 al 1300.

## Biografia
Ludwig von Liebenzell viene ripetutamente citato nel Chronicon terrae Prussiae di Pietro di Duisburg e nell'omonimo lavoro di Nikolaus von Jeroschin sia per le sue abilità in guerra che nel ruolo di negoziatore. Rivelandosi un comandante intelligente, riuscì a combinare con successo le campagne belliche con una strategia di manipolazione che finì per mettere gli uni contro gli altri i nemici dell'Ordine teutonico. Come riferisce la Cronaca di Prussia di Nikolaus von Jeroschin:
Nel 1280, Ludwig fu fatto prigioniero da Skomantas di Sudovia (dallo studioso britannico Stephen Christopher Rowell associato a Skalmantas) durante la campagna lanciata dal futuro Landmeister di Livonia Mangold von Sternberg contro gli Jatvingi nella regione di Crasima, in Jatvingia. Durante la prigionia, Ludwig dimostrò il suo talento diplomatico, riuscendo a stringere amicizia con Skomantas il quale presto lo liberò. Questo evento viene riferito nel Chronicon terrae Prussiae di Pietro di Duisburg che nella Cronaca della Prussia di Nikolaus von Jeroschin:
In seguito, nel 1283, secondo la già citata Cronaca di Prussia, Skomantas decise volontariamente di aderire al cristianesimo insieme al suo popolo e divenne alleato militare dei Cavalieri teutonici; si tratta di un'informazione riferita anche da Nikolaus von Jeroschin:
Nel 1283, Ludovico prese parte all'incursione nella regione della Silia, in Jatvingia, organizzata e guidata dal maresciallo (Ordensmarschall) Konrad von Thierberg il Giovane. Sebbene l'assalto avesse avuto successo, Ludwig fu catturato di nuovo, questa volta da un nobile jatvingio di nome Cantegerda.
I Cavalieri teutonici finirono per considerare Ludwig disperso, mentre invece questi, vivo e vegeto, riuscì a scampare ancora una volta dalla prigionia grazie alla sua parlantina. Una volta stretta amicizia con Cantegerda, lo convinse a convertirsi insieme a tutti i suoi sudditi. Egli tornò poi sano e salvo in Prussia, giungendo assieme a Cantegerda e a 1.600 dei suoi sudditi nei possedimenti dell'Ordine per ricevere ufficialmente il battesimo. Nikolaus von Jeroschin afferma nella sua opera:
Nel 1294, Ludwig fu nominato komtur di Ragnit. Subito dopo la sua nomina, Ludwig condusse e portò con successo a termine una serie di operazioni offensive e incursioni devastanti contro il Granducato di Lituania, istigando con astuzia le tribù locali contro il sovrano baltico:

### Fonti primarie
- (EN) Nicolaus von Jeroschin, A History of the Teutonic Knights in Prussia 1190-1331, traduzione di Mary Fischer, Ashgate Publishing, Ltd., 2010, ISBN 978-0-7546-5309-7.

### Fonti secondarie
- (EN) Stephen C. Rowell, Lithuania Ascending, 2014, Cambridge University Press, ISBN 978-11-07-65876-9.